# Marsais-Sainte-Radégonde
Pour les articles homonymes, voir Marsais (homonymie) et Sainte-Radegonde.
Marsais-Sainte-Radégonde est une commune française située dans le département de la Vendée, en région Pays de la Loire.

## Géographie
La commune se situe au sud-est du département de la Vendée. Elle se situe dans le Bas Bocage.
Le territoire municipal de Marsais-Sainte-Radégonde s'étend sur 1 472 hectares. L'altitude moyenne de la commune est de 75 mètres, avec des niveaux fluctuant entre 34 et 98 mètres,.

### Climat
Pour des articles plus généraux, voir Climat des Pays de la Loire et Climat de la Vendée.
En 2010, le climat de la commune est de type climat océanique franc, selon une étude du CNRS s'appuyant sur une série de données couvrant la période 1971-2000. En 2020, Météo-France publie une typologie des climats de la France métropolitaine dans laquelle la commune est exposée à un climat océanique et est dans la région climatique  Bretagne orientale et méridionale, Pays nantais, Vendée, caractérisée par une faible pluviométrie en été et une bonne insolation. 
Pour la période 1971-2000, la température annuelle moyenne est de 11,9 °C, avec une amplitude thermique annuelle de 14,4 °C. Le cumul annuel moyen de précipitations est de 862 mm, avec 12,5 jours de précipitations en janvier et 6,8 jours en juillet. Pour la période 1991-2020, la température moyenne annuelle observée sur la station météorologique de Météo-France la plus proche, « Sainte Gemme la Plaine_sapc », sur la commune de Sainte-Gemme-la-Plaine à 18 km à vol d'oiseau, est de 13,0 °C et le cumul annuel moyen de précipitations est de 809,1 mm,. Pour l'avenir, les paramètres climatiques de la commune estimés pour 2050 selon différents scénarios d'émission de gaz à effet de serre sont consultables sur un site dédié publié par Météo-France en novembre 2022.

## Urbanisme

### Typologie
Au 1er janvier 2024, Marsais-Sainte-Radégonde est catégorisée commune rurale à habitat dispersé, selon la nouvelle grille communale de densité à sept niveaux définie par l'Insee en 2022.
Elle est située hors unité urbaine. Par ailleurs la commune fait partie de l'aire d'attraction de Fontenay-le-Comte, dont elle est une commune de la couronne,. Cette aire, qui regroupe 30 communes, est catégorisée dans les aires de moins de 50 000 habitants,.

### Occupation des sols
L'occupation des sols de la commune, telle qu'elle ressort de la base de données européenne d’occupation biophysique des sols Corine Land Cover (CLC), est marquée par l'importance des territoires agricoles (85,7 % en 2018), une proportion sensiblement équivalente à celle de 1990 (85,4 %). La répartition détaillée en 2018 est la suivante : 
terres arables (62,4 %), zones agricoles hétérogènes (18 %), forêts (12,5 %), prairies (5,4 %), zones urbanisées (1,8 %). L'évolution de l’occupation des sols de la commune et de ses infrastructures peut être observée sur les différentes représentations cartographiques du territoire : la carte de Cassini (XVIIIe siècle), la carte d'état-major (1820-1866) et les cartes ou photos aériennes de l'IGN pour la période actuelle (1950 à aujourd'hui).

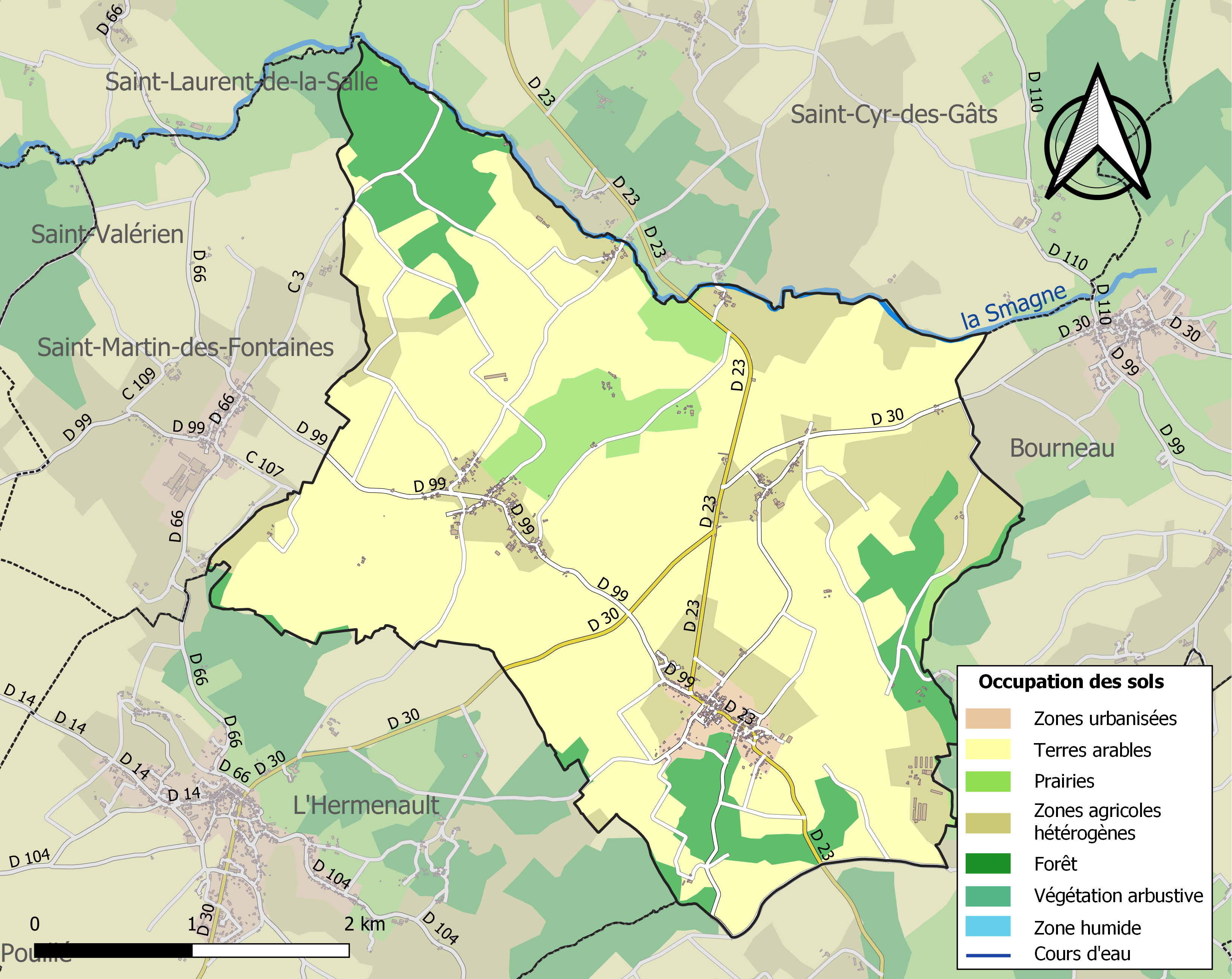
Carte des infrastructures et de l'occupation des sols de la commune en 2018 (CLC).

## Histoire
François Blouyn était coseigneur de Marsais en 1580, la famille Blouyn deviendra propriétaire et résidente des différents logis de Marsais jusqu'au XVIIIe siècle, leurs descendants, les d'Aux vendront au début du XIXe siècle. Les Blouyn, protestants de la première heure, étaient enterrés dans le cimetière de Marsais.[réf. nécessaire]
La commune de Marsais-Sainte-Radégonde naît d'une ordonnance royale de Charles X du 20 février 1828 qui prononce la fusion de Marsais et de Sainte-Radégonde-la-Vineuse.

## Héraldique
| Blason de Marsais-Sainte-Radégonde | Blason  | Parti : au 1er d'azur à la grappe de raisin tigée et feuillée d'or en chef, au 2e d'or à trois rocs d'échiquier de sable, 2 et 1 en chef ; à la fleur de lis brochant en pointe sur le parti, de l'un en l'autre. |
| Blason de Marsais-Sainte-Radégonde | Détails | Le statut officiel du blason reste à déterminer. |

## Politique et administration

### Liste des maires
| Période                                  | Période              | Identité                             | Étiquette | Qualité                                                  |
| ---------------------------------------- | -------------------- | ------------------------------------ | --------- | -------------------------------------------------------- |
| Les données manquantes sont à compléter. |                      |                                      |           |                                                          |
| mai 1896                                 | 16 mars 1935 (décès) | Ernest Deligné                       |           | Médecin Conseiller général de L'Hermenault (1931 → 1935) |
| mai 1935                                 | mars 1971            | Henri Poirier-Coutansais (1896-1979) |           | Viticulteur, maire honoraire                             |
| mars 1971                                | mars 1977            | Henri Aumand                         |           |                                                          |
| mars 1977                                | 23 juin 1995         | Pierre Fromaget                      |           |                                                          |
| 23 juin 1995                             | 30 mars 2014         | Charly Bodet                         |           | Exploitant agricole                                      |
| 30 mars 2014                             | En cours             | Marie-Thérèse Fromaget               |           | Fonctionnaire Réélue pour le mandat 2020-2026            |

### Instances administratives et intercommunales
Administrativement, la commune dépend de l’arrondissement de Fontenay-le-Comte et du canton de La Châtaigneraie.
Historiquement, du début de la Révolution à 2015, Marsais et Sainte-Radégonde-la-Vineuse, puis, Marsais-Sainte-Radégonde, appartenaient au canton de L’Hermenault,, supprimé à la suite d’un redécoupage opéré en 2014.
À partir du 1er janvier 1996 et jusqu’au 31 décembre 2016, la commune est membre de la communauté de communes du Pays-de-l’Hermenault. Depuis le 1er janvier 2017, Marsais-Sainte-Radégonde appartient à la communauté de communes « Pays-de-Fontenay-Vendée ».

## Population et société

### Démographie

#### Évolution démographique
L'évolution du nombre d'habitants est connue à travers les recensements de la population effectués dans la commune depuis 1793. Pour les communes de moins de 10 000 habitants, une enquête de recensement portant sur toute la population est réalisée tous les cinq ans, les populations de référence des années intermédiaires étant quant à elles estimées par interpolation ou extrapolation. Pour la commune, le premier recensement exhaustif entrant dans le cadre du nouveau dispositif a été réalisé en 2007.

En 2022, la commune comptait 526 habitants, en évolution de +3,14 % par rapport à 2016 (Vendée : +5,33 %, France hors Mayotte : +2,11 %).
| 1793 | 1800 | 1806 | 1821 | 1831 | 1836 | 1841 | 1846 | 1851 |
| ---- | ---- | ---- | ---- | ---- | ---- | ---- | ---- | ---- |
| 388  | 374  | 381  | 375  | 842  | 864  | 876  | 910  | 925  |

| 1856 | 1861 | 1866 | 1872 | 1876 | 1881 | 1886 | 1891 | 1896 |
| ---- | ---- | ---- | ---- | ---- | ---- | ---- | ---- | ---- |
| 935  | 888  | 923  | 892  | 884  | 851  | 877  | 842  | 845  |

| 1901 | 1906 | 1911 | 1921 | 1926 | 1931 | 1936 | 1946 | 1954 |
| ---- | ---- | ---- | ---- | ---- | ---- | ---- | ---- | ---- |
| 794  | 786  | 793  | 718  | 732  | 668  | 653  | 632  | 598  |

| 1962 | 1968 | 1975 | 1982 | 1990 | 1999 | 2006 | 2007 | 2012 |
| ---- | ---- | ---- | ---- | ---- | ---- | ---- | ---- | ---- |
| 616  | 525  | 439  | 445  | 473  | 480  | 487  | 488  | 537  |

| 2017 | 2022 | - | - | - | - | - | - | - |
| ---- | ---- | - | - | - | - | - | - | - |
| 489  | 526  | - | - | - | - | - | - | - |

#### Pyramide des âges
En 2018, le taux de personnes d'un âge inférieur à 30 ans s'élève à 27,7 %, soit en dessous de la moyenne départementale (31,6 %). À l'inverse, le taux de personnes d'âge supérieur à 60 ans est de 33,3 % la même année, alors qu'il est de 31,0 % au niveau départemental.
En 2018, la commune comptait 245 hommes pour 237 femmes, soit un taux de 50,83 % d'hommes, légèrement supérieur au taux départemental (48,84 %).
Les pyramides des âges de la commune et du département s'établissent comme suit.
| Hommes | Classe d’âge | Femmes |
| ------ | ------------ | ------ |
| 0,8    | 90 ou +      | 0,8    |
| 7,0    | 75-89 ans    | 10,7   |
| 24,3   | 60-74 ans    | 22,9   |
| 20,3   | 45-59 ans    | 21,7   |
| 18,0   | 30-44 ans    | 18,1   |
| 15,2   | 15-29 ans    | 10,2   |
| 14,4   | 0-14 ans     | 15,6   |

| Hommes | Classe d’âge | Femmes |
| ------ | ------------ | ------ |
| 0,8    | 90 ou +      | 2,2    |
| 8,7    | 75-89 ans    | 11,1   |
| 20,3   | 60-74 ans    | 21,3   |
| 20     | 45-59 ans    | 19,4   |
| 17,5   | 30-44 ans    | 16,8   |
| 15     | 15-29 ans    | 13,2   |
| 17,7   | 0-14 ans     | 16,1   |

## Lieux et monuments
Plusieurs lieux et monuments marquent le territoire de la commune :
- le château de la Baudonnière ;
- le château de Coudray ;
- le château de l'Évaudière ;
- l’église Saint-Pierre de Marsais ;
- l’église Sainte-Radégonde de Sainte-Radégonde-la-Vineuse ;
- la fontaine de la Céron ;
- la Grande Fontaine ;
- le lavoir de Bourgneuf ;
- le lavoir de Dalencourt ;
- le lavoir de la Fosse-aux-Chiens ;
- le lavoir de la Gazellerie ;
- le prieuré de Marsais ;
- le « pont romain » sur la Smagne (à la limite de la commune et de Saint-Cyr-des-Gâts).

## Personnalités liées à la commune
- Séverin Pervinquière (1760-1828), homme politique français des XVIIIe et XIXe siècles, mort et enterré à Sainte-Radégonde-la-Vineuse.